# Boots Randolph
Homer Louis „Boots“ Randolph III (* 3. Juni 1927 in Paducah, Kentucky; † 3. Juli 2007 in Nashville, Tennessee) war ein US-amerikanischer Musiker, der zu Beginn seiner Karriere auch unter dem Namen Randy Randolph auftrat. Bekannt wurde er durch seinen Saxophon-Hit Yakety Sax aus dem Jahre 1963, der ab 1969 auch als Titelmelodie für Die Benny Hill Show eingesetzt wurde. 

## Leben und Wirken
Randolph wuchs in Cadiz, Kentucky, auf und ging in Evansville, Indiana, zur Highschool. Er hatte Saxophon ab 1943 bereits auf der Highschool gelernt. Am 22. August 1945 kam er zur Armee, wo er bis zu seiner Entlassung 1946 in einer Militärband spielte. Nach seiner Armeezeit heiratete er 1947 Carolyn Dolores „Dee“ Baker (* 1. Januar 1930, † 8. Juli 2011), die beiden hatten zwei Kinder. Zwischen 1948 und 1954 spielte er in Decatur, Illinois, bei Dink Welch’s Kopy Kats.
Als er dem Duo Homer & Jethro (mit Jethro Burns) auffiel, empfahl Burns den Saxophonisten Randolph seinem Schwager Chet Atkins. Dieser, seit 1957 Chef der RCA-Studios von Nashville, hörte 1958 Randolphs Demoaufnahme Chicken Reel und engagierte ihn als Sessionmusiker im informellen Nashville A-Team. Randolph begann seine Karriere am 29. November 1957 in Nashville als Sessionmusiker bei einer Aufnahmesession für Brenda Lee und wurde danach ständiges Mitglied des Nashville A-Teams, das alle bedeutenden Country-Sänger in den Tonstudios von Nashville begleitete. Der Kern des A-Teams wiederum spielte mit Atkins, Floyd Cramer, Bobby Moore, Boots Randolph und Buddy Harman nach den Sessions im Carousel Club in Nashville Modern Jazz. In der Hochphase brachte es Randolph jährlich auf 250–300 Aufträge als Sessionmusiker. Der Beruf als Sessionmusiker ermöglichte deshalb ausreichende Einkünfte, so dass er nicht auf Live-Auftritte angewiesen war.
Er selbst stand erstmals am 13. Mai 1958 vor den Mikrofonen; aus einer Aufnahmesession vom 8. September 1958 ging der von ihm gesungene und auf dem Saxophon gespielte Song Percolator hervor, der zwar nicht in seinem Heimatland, aber im Februar 1960 in Deutschland unter dem Titel Ich will keine Schokolade, ich will lieber einen Mann von Trude Herr bekannt wurde. Auf der B-Seite von Percolator war der von ihm und Gitarrist James „Spider“ Rich komponierte und vom Titel Yakety Yak der Coasters inspirierte Instrumentaltitel Yakety Sax, der in einem Remake (aufgenommen im Dezember 1962) im Januar 1963 als A-Seite erschien und Rang 35 der US-Pop-Hitparade erreichte. Mit diesem Titel wurde auch der spezielle Saxophon-Stil bekannt, der als „chicken-picking“ bezeichnet wird und mit diesem Namen wohl auch am besten beschrieben werden kann. Die von ihm eingespielten Aufnahmen bestritt er unter dem Pseudonym Randy Randolph. Ab dem 19. November 1969 verwendete Benny Hill den Song als Outro seiner Benny Hill Show.
Am 4. Juli 1960 trat er zusammen mit Atkins, Hank Garland, Floyd Cramer und Buddy Harman auf dem Newport Jazz Festival auf, woraus das Jazz-Album The Nashville All-Stars -- After the Riot at Newport entstand. Randolph hat den Großteil der in Nashville aufnehmenden Interpreten begleitet. Zu hören ist er auf dem Elvis-Presley-Album Elvis is Back! (veröffentlicht am 8. April 1960); hier spielt er bei Reconsider Baby ein beeindruckendes Saxophon-Solo. Er war der erste und einzige Saxophonspieler, der Elvis Presley jemals begleitete. Brenda Lees Let’s Jump the Broomstick (aufgenommen am 19. Oktober 1958), Sweet Nothin’s (13. August 1959), I Want to Be Wanted (27. März 1960), I’m Sorry (28. März 1960) sind nur wenige der Titel, bei den er Lee während 40 Sessions bis 31. Januar 1964 begleitete. Roy Orbison nahm seine Dienste bei Only the Lonely (Know the Way I Feel) (26. März 1960), Blue Bayou (27. Juni 1961), Mean Woman Blues (29. April 1963), In Dreams (4. Januar 1963) oder Oh, Pretty Woman (1. August 1964) auf 16 Sessions bis 4. Februar 1966 in Anspruch. Was Randolph selbst nicht gelang, erreichte Trompeter Al Hirt im Dezember 1963 mit dem Instrumentalhit Java – nämlich erfolgreich selbst in die Hitparade zu kommen: Randolph spielte bei der Aufnahme in der Begleitband.
1961 wechselte Randolph von RCA zu Monument Records, wodurch er sich eine verbesserte Solokarriere versprach. Das Remake von Yakety Sax brachte ihm zwar eine mittlere Hitparadenposition, jedoch nicht den großen nachhaltigen Erfolg als eigenständiger Interpret. 1977 erwarb er für 100.000 Dollar auf Nashvilles Printer’s Alley den Carousel Club, den er 1994 wieder verkaufte. Während seiner Karriere brachte er über 40 LPs heraus. Er war Gast in zahlreichen US-Fernsehserien, so etwa in der Jimmy Dean Show (5. März 1964), Steve Lawrence Show (18. Oktober 1965), Jackie Gleason Show (11. März 1967), Toast of the Town (8. Februar 1970) oder Hee Haw Honeys (7. Oktober 1978).
Randolph verstarb 2007 nach einer Hirnblutung im Alter von 80 Jahren im Skyline Medical Center in Nashville, Tennessee.